# Брезје при Лекмарју
Брезје при Лекмарју (словен. Brezje pri Lekmarju) је насељено место у општини Шмарје при Јелшах, Савињска регија, Словенија.

## Историја
До територијалне реорганизације у Словенији било је у саставу старе општине Шмарје при Јелшах.

## Становништво
У попису становништва из 2011. године, Брезје при Лекмарју је имало 55 становника.
| Број становника према пописима | Број становника према пописима | Број становника према пописима |
| ------------------------------ | ------------------------------ | ------------------------------ |
| 1991                           | 2002                           | 2011                           |
| 48                             | 48                             | 55                             |

Напомена: До 1953. исказивано под именом Брезје. Године 2018. извршена је мања размена територија између насеља Брезје при Лекмарју и Стртеница.